# Megapalaelodus
O gênero Megapalelodus (Miller, 1944), do Grego Mega = grande; palaeo = antigo; dus = dente?, inclui flamingos primitivos que viveram no Oligoceno superior - Plioceno inferior. O seu bico era, possivelmente, menos curvo que nas espécies atuais. Eram semelhantes aos flamingos do gênero Palaelodus, porém são bem maiores. Fósseis encontrados na América do Norte e Europa, em geral partes das pernas. Tem sua validação como gênero argumentada por Brodkorb (1961), Cheneval (1983) e Baird & Rich.

## Espécies deMegapalaelodus
- M. conectens H. Miller, 1944 - Mioceno Inferior - Estados Unidos da América.
- M. goliath Milne Edwards, 1863 - Mioceno Inferior - França.
- M. opsigonus Brodkorb, 1961 - Plioceno - Estados Unidos da América.